# Konsiga
Konsiga è un comune rurale del Mali facente parte del circondario di Yélimané, nella regione di Kayes.
Il comune è composto da 3 nuclei abitati:
- Bediara
- Kersignané Diafounou (centro principale)
- Komodindé